# Theodor Eichberger

Theodor Eichberger

Theodor Eichberger (* 28. Dezember 1835 in Mainz; † 3. Mai 1917 in Seligenstadt) war ein deutscher Satiriker, Bildhauer und Fastnachter im Mainz des 19. Jahrhunderts.

## Leben
Theodor Eichberger wurde als Sohn des Johann Leopold Eichberger (* 1808) und Martha Brügel (1818–1905) geboren. Sein Vater war Unteroffizier und Ober-Kanonier im 1. österreichischen Feldartillerie-Regiment, das in Mainz stationiert war und stammte aus Slap in Böhmen. Er war der Sohn des Schlossbeamten und Schreibers Josef Eichberger (* 1778) auf Schloss Slap und der Therezie (Theresia) geb. Matouscova (* 1779), der Tochter des ersten Würdenträgers der Stadt Zbirow (lat. Titulierung: primas ex opido Zbirow) Josephus Matousek.
Theodor Eichberger genoss umfangreiche Schulbildung durch den französischen Lehrer Joseph Boudin (1812–1873) einem Vorreiter des modernen Bildungssystems, danach erlernte er den Beruf des Bildhauers. Er fertigte kunstvoll geschnitztes Mobiliar im höheren Preissegment, reich verzierte Bilderrahmen und Skulpturen in Holz und Alabaster. Als Zeitungsverleger war er der Herausgeber des Satireblattes „Mainzer Schwewwel“.
Das dichterische Werk Theodor Eichbergers umfasst neben seinem umfangreichen fastnachtlichen Schaffen, eine Vielzahl von humorvollen und kritischen Texten, Gedichten, Liedern und Vorträgen. Die meisten seiner Werke erschienen in diversen Tageszeitungen und Satireblättern oder wurden zu besonderen Anlässen (Hochzeiten, Denkmalenthüllungen, Einweihungen z. B. des Mainzer Hauptbahnhofes) gedruckt und vorgetragen. Seine Texte fanden in der Mainzer Bevölkerung des 19. Jahrhunderts viel Beachtung und Anerkennung.
Die erste Hälfte seines Lebens verbrachte er als Bildhauer, Dichter und Verleger in Mainz. 1875 schwenkte er auf den Kaufmannsberuf um und verlegte seinen Wohnsitz nach Seligenstadt. Dort verbrachte er auch seinen Lebensabend als Privatmann. Das humorvolle Schreiben und Kritisieren blieb zeit seines Lebens seine besondere Leidenschaft.
Aus seiner Ehe mit Regina Fleckenstein, die aus Bad König im Odenwald stammte, gingen drei Kinder hervor. Tochter Regina (*1888–?, die später in die Familie Geis überging) und die Söhne Heinrich Rudolf (1885–1972) und Robert Heinrich (1887–1971), der später Bürgermeister von Armsheim wurde. Beide Söhne verschrieben sich der Bildung und Pädagogik. Sie studierten in Gießen und wurden von Beruf Volksschullehrer.
Roberts Sohn Theodor Eichberger (1926–2003) machte sich als Mundartdichter und Heimatforscher einen Namen und veröffentlichte u. a. das Buch: Von Aribosheim über Armsheim bis Armsem – Mosaik eines Rheinhessischen Dorfes, Armsheim, Selbstverlag 1992.